# Associazione Calcio Bellinzona 2006-2007
Questa voce raccoglie le informazioni riguardanti l'Associazione Calcio Bellinzona nelle competizioni ufficiali della stagione 2006-2007.

## Stagione
La squadra fa il suo esordio in campionato il 21 Luglio 2007 contro il Chiasso.

## Organigramma societario
Area direttiva
- Presidente: Manuele Morelli

Area tecnica
- Allenatore: Vladimir Petkovic

## Rosa
Aggiornata al 23.08.2006
| N. |                     | Ruolo | Calciatore             |
| -- | ------------------- | ----- | ---------------------- |
| 1  | Italia (bandiera)   | P     | Lorenzo Bucchi         |
| 2  | Italia (bandiera)   | D     | Davide Belotti         |
| 3  | Niger (bandiera)    | A     | Saidu Adeshina         |
| 5  | Svizzera (bandiera) | D     | Alessandro Mangiaratti |
| 6  | Svizzera (bandiera) | D     | Giuseppe Aquaro        |
| 7  | Svizzera (bandiera) | D     | Angelo Raso            |
| 8  | Romania (bandiera)  | C     | Cristian Todea         |
| 10 | Romania (bandiera)  | C     | Adrian Piț             |
| 11 | Svizzera (bandiera) | C     | Vagner Gomes           |
| 11 | Italia (bandiera)   | C     | Sergio Colacino        |
| 12 | Svizzera (bandiera) | D     | Simone Eramo           |
| 13 | Svizzera (bandiera) | D     | Paolo Carbone          |
| 14 | Italia (bandiera)   | C     | Carlo Gallovich        |

| N. |                                 | Ruolo | Calciatore          |
| -- | ------------------------------- | ----- | ------------------- |
| 15 | Niger (bandiera)                | C     | Akande Ajide        |
| 17 | Romania (bandiera)              | A     | Cristian Ianu       |
| 19 | Bosnia ed Erzegovina (bandiera) | D     | Senad Lulić         |
| 20 | Italia (bandiera)               | C     | Giuseppe Miccolis   |
| 21 | Italia (bandiera)               | C     | Alan Casagrande     |
| 22 | Svizzera (bandiera)             | C     | Manuel Rivera       |
| 23 | Svizzera (bandiera)             | A     | Andrea Locatelli    |
| 23 | Serbia (bandiera)               | C     | Marko Anđelković    |
| 25 | Niger (bandiera)                | A     | John Otuagomah      |
| 27 | Svizzera (bandiera)             | A     | Kevin Pollini       |
| 28 | Italia (bandiera)               | A     | Francesco Bossa     |
| 30 | Svizzera (bandiera)             | P     | Gabriele Bernasconi |

## Risultati

### Challenge League
| Arbitro: | Petignat |

|                   |           |           |
| Ianu 48’ Ianu 90’ | Marcatori | 36’ Thoma |

| Arbitro: | Salm |

|                                      |           |  |
| Merenda 15’ Jacquet 66’ Lombardo 80’ | Marcatori |  |

| Arbitro: | Rutz |

|                    |           |  |
| Todea 68’ Ianu 88’ | Marcatori |  |

| Basilea 11 agosto 2006, ore 19:45 CEST 4ª Giornata | Concordia Basel | 0 – 0 referto | Bellinzona | Rankhof (730 spett.)\| Arbitro: \| Studer \| |
| Arbitro:                                           | Studer          |               |            |                                              |

| Arbitro: | Johann |

|          |           |            |
| Ianu 30’ | Marcatori | 75’ Ohayon |

| Arbitro: | Circhetta |

|                      |           |                            |
| Keller 28’ Meier 53’ | Marcatori | 46’ Ianu 60’, 90’ Adeshina |

| Arbitro: | Hänni |

|              |           |  |
| Adeshina 27’ | Marcatori |  |

| Arbitro: | Studer |

|           |           |  |
| Geijo 30’ | Marcatori |  |

| Arbitro: | Wermelinger |

|  |           |           |
|  | Marcatori | 21’ Sucic |

| Arbitro: | Speranda |

|              |           |                                |
| Schneider 3’ | Marcatori | 9’ Adeshina 25’ Ajide 64’ Ianu |

| Arbitro: | Schneider |

|                                          |           |  |
| Locatelli 23’, 35’ Belotti 39’ Sehic 90’ | Marcatori |  |

| Bellinzona 28 ottobre 2006, ore 19:30 CEST 12ª Giornata | Bellinzona | 0 – 0 referto | Vaduz | Stadio Comunale (1 110 spett.)\| Arbitro: \| Balmer \| |
| Arbitro:                                                | Balmer     |               |       |                                                        |

| Arbitro: | Bernold |

|                 |           |  |
| Pascariello 55’ | Marcatori |  |

| Arbitro: | Grossen |

|          |           |  |
| Lulic 4’ | Marcatori |  |

| Arbitro: | Johann |

|  |           |                    |
|  | Marcatori | 48’ Ajide 64’ Ianu |

| Arbitro: | Speranda |

|               |           |          |
| Ianu 27’, 90’ | Marcatori | 79’ Pont |

| Arbitro: | Graf |

|                                   |           |                                 |
| Scalisi 18’ Rey 25’ Balthazar 66’ | Marcatori | 20’ Lulic 82’ Ianu 84’ Colacino |

| Arbitro: | Grossen |

|  |           |          |
|  | Marcatori | 25’ Ianu |

| Arbitro: | Laperrière |

|             |           |           |
| Carbone 36’ | Marcatori | 17’ Besle |

| Arbitro: | Graf |

|  |           |                           |
|  | Marcatori | 35’ Miccolis 58’ Adeshina |

| Arbitro: | Wildhaber |

|                    |           |  |
| Ajide 13’ Ianu 47’ | Marcatori |  |

| Arbitro: | Schneider |

|  |           |               |
|  | Marcatori | 49’, 82’ Ianu |

| Arbitro: | Hänni |

|            |           |           |
| Aquaro 35’ | Marcatori | 50’ Curic |

| Arbitro: | Schneider |

|  |           |              |
|  | Marcatori | 23’ Adeshina |

| Arbitro: | Studer |

|                                                     |           |              |
| Ianu 11’ Adeshina 24’, 89’, 90’ Ajide 59’ Lulic 61’ | Marcatori | 3’ Margairaz |

| Arbitro: | Grossen |

|                                     |           |               |
| Tarchini 29’ Domo 69’ Rodriguez 83’ | Marcatori | 90’ Locatelli |

| Arbitro: | Carrel |

|                                      |           |  |
| Miccolis 23’ Unal 43’ Ajide 80’, 83’ | Marcatori |  |

| Arbitro: | Bieri |

|               |           |                     |
| Karanovic 85’ | Marcatori | 89’ Ianu 90’ Aquaro |

| Arbitro: | Graf |

|  |           |                  |
|  | Marcatori | 51’ Piț 64’ Ianu |

| Arbitro: | Hänni |

|                                             |           |                |
| Vagner Gomes 30’ Ianu 36’, 49’ Adeshina 40’ | Marcatori | 57’ de Azevedo |

| Arbitro: | Devouge |

|  |           |                    |
|  | Marcatori | 32’ Ianu 79’ Ajide |

| Arbitro: | Speranda |

|              |           |  |
| Adeshina 83’ | Marcatori |  |

| Arbitro: | Schneider |

|  |           |                              |
|  | Marcatori | 31’, 90’ Adeshina 72’ Aquaro |

| Arbitro: | Wermelinger |

|  |           |                                |
|  | Marcatori | 11’, 23’ Thurre 78’ Crettenand |

### Spareggio Challenge/Super League
| Arbitro: | Circhetta |

|                  |           |                        |
| Vagner Gomes 47’ | Marcatori | 21’ Mesbah 36’ Rogério |

| Arbitro: | Wildhaber |

|                              |           |          |
| Mesbah 68’, 89’ Sermeter 90’ | Marcatori | 52’ Ianu |

### Coppa Svizzera
| Arbitro: | Kalbermatter |

|           |           |                                           |
| Elvis 48’ | Marcatori | 1’ Belotti 12’, 62’, 84’ Ianu 24’ Cremona |

| Arbitro: | Grossen |

|  |           |          |
|  | Marcatori | 55’ Kalu |

## Statistiche

### Statistiche di squadra
| Competizione                     | Punti | In casa | In casa | In casa | In casa | In casa | In casa | In trasferta | In trasferta | In trasferta | In trasferta | In trasferta | In trasferta | Totale | Totale | Totale | Totale | Totale | Totale | DR  |
| Competizione                     | Punti | G       | V       | N       | P       | Gf      | Gs      | G            | V            | N            | P            | Gf           | Gs           | G      | V      | N      | P      | Gf     | Gs     | DR  |
| -------------------------------- | ----- | ------- | ------- | ------- | ------- | ------- | ------- | ------------ | ------------ | ------------ | ------------ | ------------ | ------------ | ------ | ------ | ------ | ------ | ------ | ------ | --- |
| Challenge League                 | 70    | 17      | 10      | 5       | 2       | 31      | 11      | 17           | 11           | 2            | 4            | 27           | 15           | 34     | 21     | 7      | 6      | 58     | 26     | +32 |
| Spareggio Challenge/Super League | -     | 1       | 0       | 0       | 1       | 1       | 2       | 1            | 0            | 0            | 1            | 1            | 3            | 2      | 0      | 0      | 2      | 2      | 5      | -3  |
| Coppa Svizzera                   | -     | 1       | 0       | 0       | 1       | 0       | 1       | 1            | 1            | 0            | 0            | 5            | 1            | 2      | 1      | 0      | 1      | 5      | 2      | +3  |
| Totale                           | -     | 19      | 10      | 5       | 4       | 32      | 14      | 19           | 12           | 2            | 5            | 33           | 19           | 38     | 22     | 7      | 9      | 65     | 33     | +32 |